# Parapanamerikanische Badmintonmeisterschaft 2013
Die Parapanamerikanische Badmintonmeisterschaft 2013 fand vom 14. bis zum 16. März 2013 in Guatemala-Stadt statt.

## Medaillengewinner
| Disziplin            | Gold                        | Silber                                     | Bronze                                |
| -------------------- | --------------------------- | ------------------------------------------ | ------------------------------------- |
| Herreneinzel WH1–WH2 | Gabriel Jannini             | Rômulo Soares                              | Marcelo Alves Conceição               |
| Herreneinzel WH1–WH2 | Gabriel Jannini             | Rômulo Soares                              | Ariel Prada Vázquez                   |
| Herreneinzel SL3     | Pedro Pablo de Vinatea      | Leonardo Zuffo                             | Alexis Muñoz Guerrero                 |
| Herreneinzel SL3     | Pedro Pablo de Vinatea      | Leonardo Zuffo                             | Edwar Ordoñez                         |
| Herreneinzel SU5     | Raúl Anguiano               | Geraldo da Silva Oliveira                  | David Morales                         |
| Herreneinzel SU5     | Raúl Anguiano               | Geraldo da Silva Oliveira                  | Eduardo Oliveira                      |
| Herrendoppel SU5     | Raúl Anguiano David Morales | Eduardo Oliveira Geraldo da Silva Oliveira | Alexis Muñoz Guerrero Edwar Ordoñez   |
| Herrendoppel SU5     | Raúl Anguiano David Morales | Eduardo Oliveira Geraldo da Silva Oliveira | Pedro Pablo de Vinatea Leonardo Zuffo |